# 1956 no cinema

## Principais filmes estreados
- Akasen chitai, de Kenji Mizoguchi
- Anastasia, de Anatole Litvak, com Ingrid Bergman, Yul Brynner e Helen Hayes
- Aparajito, de Satyajit Ray
- Around the World in Eighty Days, de Michael Anderson, com David Niven, Cantinflas, Noel Coward e John Gielgud
- Baby Doll, de Elia Kazan, com Karl Malden, Carroll Baker e Eli Wallach
- The Bad Seed, de Mervyn LeRoy
- Beyond a Reasonable Doubt, de Fritz Lang, com Dana Andrews e Joan Fontaine
- Bigger Than Life, de Nicholas Ray, com James Mason, Barbara Rush e Walter Matthau
- Bob le flambeur, de Jean-Pierre Melville
- Bus Stop, de Joshua Logan, com Marilyn Monroe, Don Murray e Hope Lange
- Un condamné à mort s'est échappé, de Robert Bresson
- La donna più bella del mondo, de Robert Z. Leonard, com Gina Lollobrigida e Vittorio Gassman
- The Eddy Duchin Story, de George Sidney, com Tyrone Power e Kim Novak
- Elena et les hommes, de Jean Renoir, com Ingrid Bergman, Jean Marais e Mel Ferrer
- Et Dieu... créa la femme, de Roger Vadim, com Brigitte Bardot, Curd Jürgens e Jean-Louis Trintignant
- Forbidden Planet, de Fred McLeod Wilcox, com Walter Pidgeon e Leslie Nielsen
- Friendly Persuasion, de William Wyler, com Gary Cooper, Dorothy McGuire e Anthony Perkins
- Gervaise, de René Clément, com Maria Schell
- Giant, de George Stevens, com Elizabeth Taylor, Rock Hudson, James Dean, Mercedes McCambridge, Dennis Hopper e Sal Mineo
- The Harder They Fall, de Mark Robson, com Humphrey Bogart e Rod Steiger
- High Society, de Charles Walters, com Bing Crosby, Grace Kelly e Frank Sinatra
- Invasion of the Body Snatchers, de Don Siegel
- Jubal, de Delmer Daves, com Glenn Ford, Ernest Borgnine, Rod Steiger e Charles Bronson
- The Killing, de Stanley Kubrick, com Sterling Hayden
- The King and I, de Walter Lang, com Deborah Kerr, Yul Brynner e Rita Moreno
- Lust for Life, de Vincente Minnelli, com Kirk Douglas e Anthony Quinn
- The Man Who Knew Too Much, de Alfred Hitchcock, com James Stewart e Doris Day
- The Man Who Never Was, de Ronald Neame, com Clifton Webb, Gloria Grahame e Stephen Boyd
- Moby Dick, de John Huston, com Gregory Peck e Richard Basehart
- La mort en ce jardin, de Luis Buñuel, com Simone Signoret e Michel Piccoli
- Notre Dame de Paris, de Jean Delannoy, com Gina Lollobrigida e Anthony Quinn
- The Rainmaker, de Joseph Anthony, com Burt Lancaster, Katharine Hepburn e Lloyd Bridges
- The Searchers, de John Ford, com John Wayne, Jeffrey Hunter, Vera Miles e Natalie Wood
- Somebody Up There Likes Me, de Robert Wise, com Paul Newman, Pier Angeli e Sal Mineo
- Soshun, de Yasujiro Ozu
- The Swan, de Charles Vidor, com Grace Kelly, Alec Guinness e Agnes Moorehead
- The Ten Commandments, de Cecil B. DeMille, com Charlton Heston Yul Brynner, Anne Baxter, Edward G. Robinson, Yvonne De Carlo, John Derek e Vincent Price
- There's Always Tomorrow, de Douglas Sirk, com Barbara Stanwyck, Fred MacMurray e Joan Bennett
- Toute la mémoire du monde, documentário de Alain Resnais
- Trapeze, de Carol Reed, com Burt Lancaster, Tony Curtis, Gina Lollobrigida e Katy Jurado
- La traversée de Paris, de Claude Autant-Lara, com Jean Gabin
- War and Peace, de King Vidor, com Audrey Hepburn, Henry Fonda, Mel Ferrer, Vittorio Gassman e Anita Ekberg
- While the City Sleeps, de Fritz Lang, com Dana Andrews, George Sanders e Vincent Price
- Written on the Wind, de Douglas Sirk, com Rock Hudson, Lauren Bacall, Robert Stack e Dorothy Malone
- The Wrong Man, de Alfred Hitchcock, com Henry Fonda e Vera Miles

## Nascimentos
| Data           | Nome               | Profissão                                                                 | Nacionalidade  | Observações | Ref |
| -------------- | ------------------ | ------------------------------------------------------------------------- | -------------- | ----------- | --- |
| 3 de janeiro   | Mel Gibson         | ator, diretor e produtor                                                  | Estados Unidos |             |     |
| 7 de janeiro   | David Caruso       | ator                                                                      | Estados Unidos |             |     |
| 20 de Janeiro  | Bill Maher         | comediante                                                                | Estados Unidos |             |     |
| 21 de janeiro  | Geena Davis        | atriz                                                                     | Estados Unidos |             |     |
| 27 de janeiro  | Mimi Rogers        | atriz                                                                     | Estados Unidos |             |     |
| 3 de abril     | Miguel Bosé        | ator e cantor                                                             | Espanha        |             |     |
| 12 de abril    | Andy García        | ator                                                                      | Estados Unidos |             |     |
| 12 de abril    | Walter Salles      | cineasta                                                                  | Brasil         |             |     |
| 18 de abril    | Eric Roberts       | ator                                                                      | Estados Unidos |             |     |
| 30 de abril    | Lars von Trier     | cineasta                                                                  | Dinamarca      |             |     |
| 27 de maio     | Giuseppe Tornatore | cineasta                                                                  | Itália         |             |     |
| 8 de junho     | Brian Benben       | ator                                                                      | Estados Unidos |             |     |
| 14 de junho    | Mister M           | ator e ilusionista                                                        | Estados Unidos |             |     |
| 5 de julho     | Monique Evans      | modelo, atriz e apresentadora                                             | Brasil         |             |     |
| 9 de julho     | Tom Hanks          | ator, diretor e produtor                                                  | Estados Unidos |             |     |
| 12 de julho    | Mel Harris         | atriz                                                                     | Estados Unidos |             |     |
| 21 de agosto   | Laura Morante      | atriz                                                                     | Itália         |             |     |
| 21 de agosto   | Kim Cattrall       | atriz                                                                     | Reino Unido    |             |     |
| 26 de setembro | Linda Hamilton     | atriz                                                                     | Estados Unidos |             |     |
| 29 de setembro | Marcos Frota       | ator                                                                      | Brasil         |             |     |
| 10 de outubro  | Miguel Falabella   | ator, dramaturgo, diretor, cineasta, escritor e apresentador de televisão | Brasil         |             |     |
| 21 de outubro  | Carrie Fisher      | atriz                                                                     | Estados Unidos |             |     |
| 20 de novembro | Bo Derek           | atriz                                                                     | Estados Unidos |             |     |
| 23 de novembro | Thales Pan Chacon  | ator, bailarino e coreógrafo                                              | Brasil         | m. 1997     |     |
| 23 de novembro | André de Biase     | ator                                                                      | Brasil         |             |     |
| 27 de novembro | Antônio Monteiro   | ator e palhaço                                                            | Brasil         |             |     |
| 21 de dezembro | Joaquim Leitão     | cineasta                                                                  | Portugal       |             |     |
| 27 de dezembro | Paula Mora         | atriz                                                                     | Portugal       |             |     |

## Mortes
| Data           | Nome               | Profissão | Nacionalidade   | Observações | Ref |
| -------------- | ------------------ | --------- | --------------- | ----------- | --- |
| 16 de agosto   | Béla Lugosi        | ator      | Áustria-Hungria | n. 1898     |     |
| 24 de agosto   | Kenji Mizoguchi    | cineasta  | Japão           | n. 1898     |     |
| 11 de setembro | Aleksandr Dovjenko | cineasta  | União Soviética | n. 1894     |     |